# Seznam hradů, tvrzí a zřícenin v Česku
Seznam hradů, zřícenin a tvrzí v Česku.

## A
- Adršpach
- Aichelburg
- Albrechtice nad Orlicí
- Andělská hora
- Angerbach u Kožlan
- Arnoltovice
- Aueršperk

## B

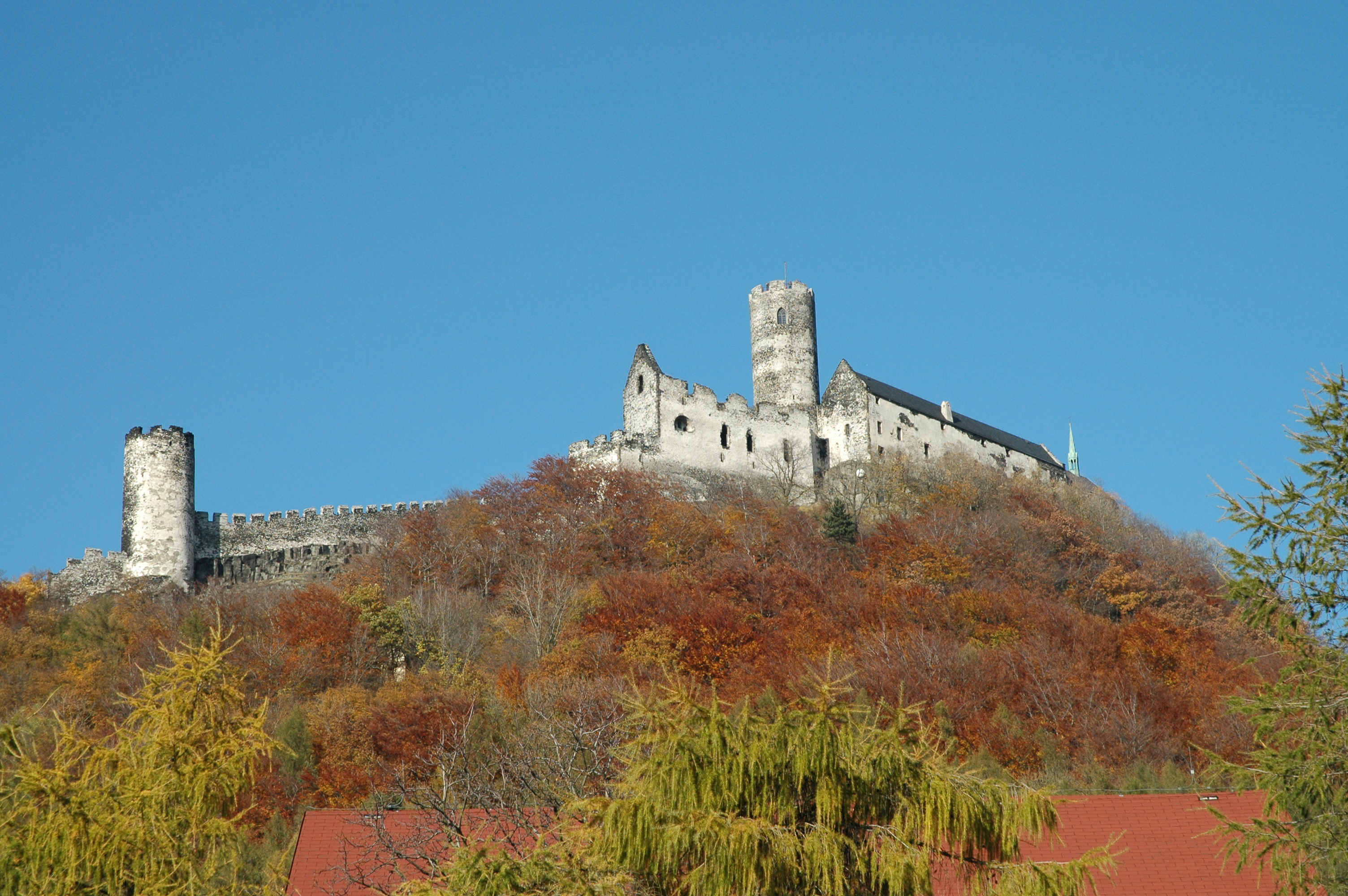
Hrad Bezděz

- Hrad Bezděz Jádro hradu Bouzov s palácem a věžíBánov
- Bavorov
- Bečov nad Teplou
- Beistein
- Bezděz
- Bílkov
- Biskupice
- Bítov
- Blaník
- Blansek
- Blansko
- Bludov
- Bobrová
- Boleradice
- Bolkov
- Borotín
- Boršegrýn

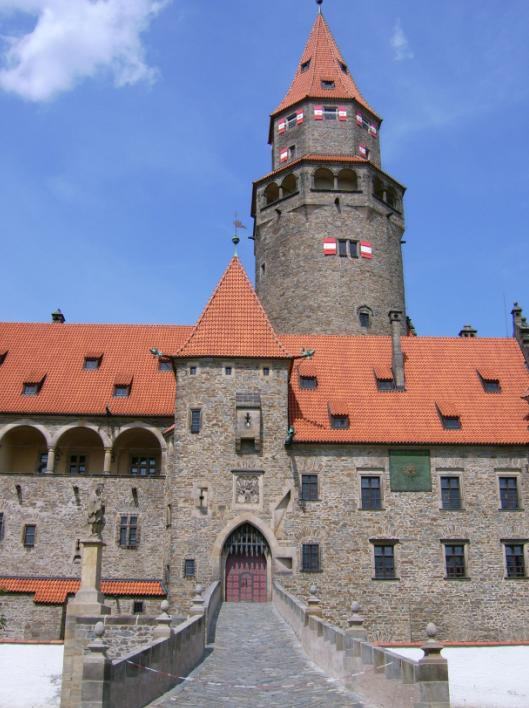
Jádro hradu Bouzov s palácem a věží

- Boršov (u Moravské Třebové, též Hřebeč)
- Boskovice
- Bobrová
- Bouzov
- Brada
- Bradlec
- Bradlo
- Brandýs nad Orlicí
- Brníčko
- Brtnický hrádek
- Brumov
- Břecštejn
- Březina
- Březín
- Buben
- Buchlov
- Bukovina
- Burkvíz (Luginsland)
- Bzenec

## C
- Cimburk u Koryčan (zřícenina)
- Cimburk u Městečka Trnávky
- Cornštejn
- Cvilín

## Č

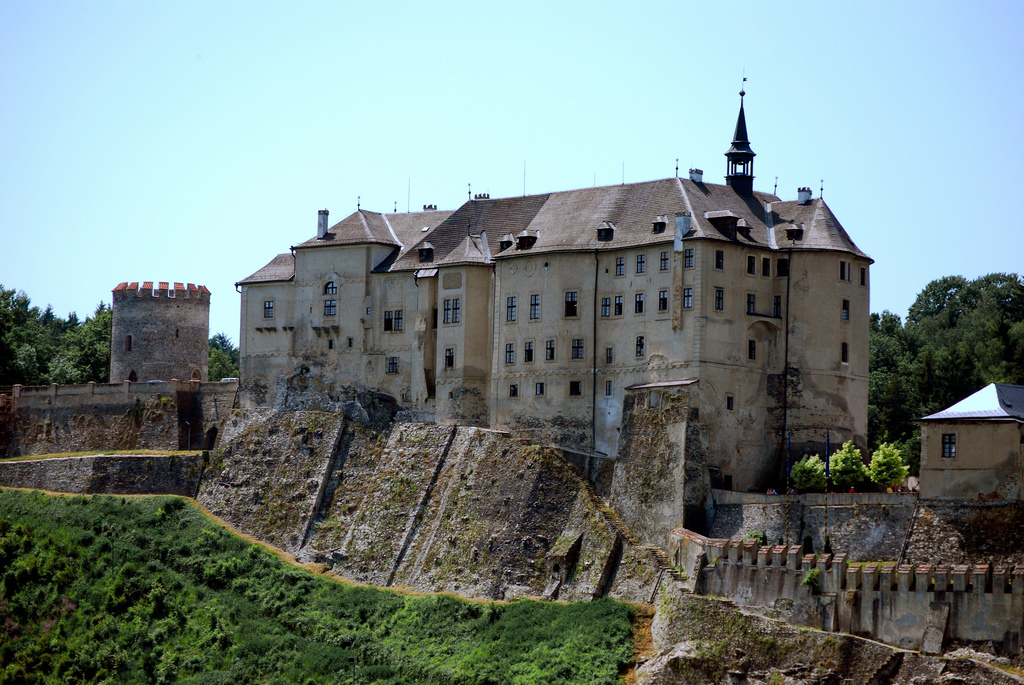
Hrad Český Šternberk

- Čachrov
- Čalonice
- Čepička
- Čejchanov
- Černvír
- Čertova ruka
- Čertův hrádek (okres Blansko)
- Čertův hrádek u Okluk
- Červenice
- Český Šternberk
- Červený Újezd

## D
- Dalečín
- Dědice
- Děvičky (Dívčí hrady)
- Děvín (okres Česká Lípa)
- Děvín (Praha)
- Divice
- Dívčí hrad
- Dívčí kámen
- Dobronice
- Dolánky u Turnova
- Doubravka – zřícenina hradu v Teplicích
- Doubravice nad Svitavou
- Drábské světničky
- Drahotuš
- Drachenburg
- Dražice
- Dršťka
- Dub (Tassenberk)
- Dubá
- Dubno
- Džbán (okres Klatovy) (Budětice)
- Džbán (okres Rakovník)

## E
- Edelštejn
- Egerberk (Lestkov)
- Engelsberk

## F
- Falkenštejn
- Frankštát
- Frejštejn
- Freudenštejn
- Frýdberk
- Frýdlant
- Frýdštejn
- Frymburk
- Fulštejn
- Funkštejn
- Fürstenwalde

## G
- Grabštejn
- Gutštejn

## H
- Hamrštejn
- Hartenštejn
- Hasištejn
- Hazmburk (Házmburk)
- Hauenštejn (Horní hrad)
- Hausberk (okres Český Krumlov)
- Hausberk (okres Chomutov)

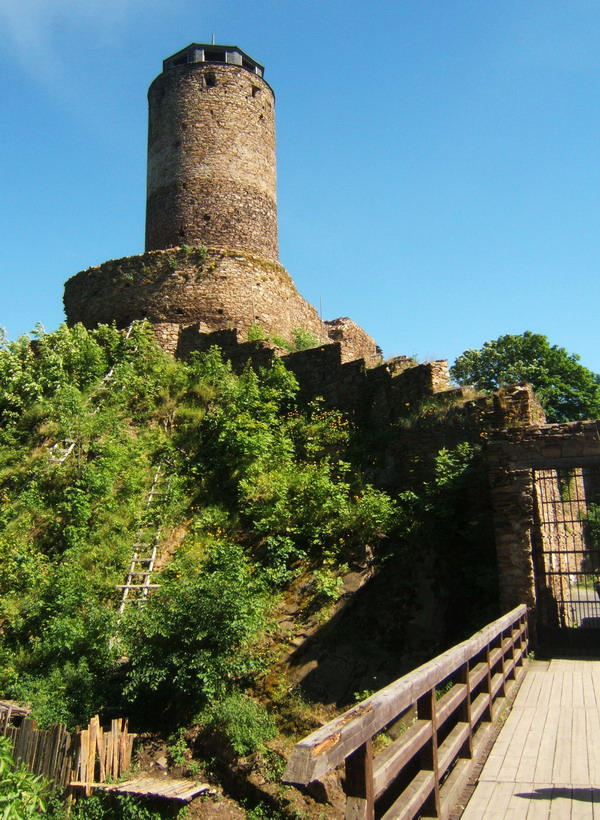
Hrad Hasištejn

- Hausberk (okres Most) (též Alberk nebo Neznámý hrad u Albrechtic)
- Helfenburk u Bavorova
- Helfenburk u Úštěka (Hrádek u Úštěka)
- Helfštýn (Helfštejn)
- Hengst
- Himlštejn
- Hlavačov (Choceň)
- Hlavačov (Rakovník)
- Hlodný
- Hluboký
- Hluky
- Holštejn
- Holoubek
- Homberk
- Horákov
- Hoštejn
- Houska
- Hrad na Blešenském vrchu
- Hrad na Dubovém vrchu
- Hrad na Stožecké skále
- Hrad na Zámeckém vrchu u Heřmanic v Podještědí
- Hrad na Zámeckém vrchu u Trutnova
- Hrad u Čtyřkol
- Hrad u Hostíkovic
- Hrad u Hvězdy
- Hrad u Kluku
- Hrad u Královky
- Hrádek na Zderaze
- Hrádek u Babic
- Hrádek u Podmok
- Hrádek u Purkarce
- Hrádek (Kutná Hora)
- Hrádníky
- Hradové Střimelice
- Hřebeč (u Moravské Třebové, též Boršov)
- Hřídelík
- Hukvaldy
- Hus
- Hungerberg
- Huzová

## Ch
- Cheb
- Chlukov
- Chlum nad Bílavskem
- Chlumec nad Cidlinou
- Choceň
- Choustník
- Choustníkovo Hradiště
- Chřenovice
- Chřibský hrádek
- Chudoba
- Chudý hrádek

## J

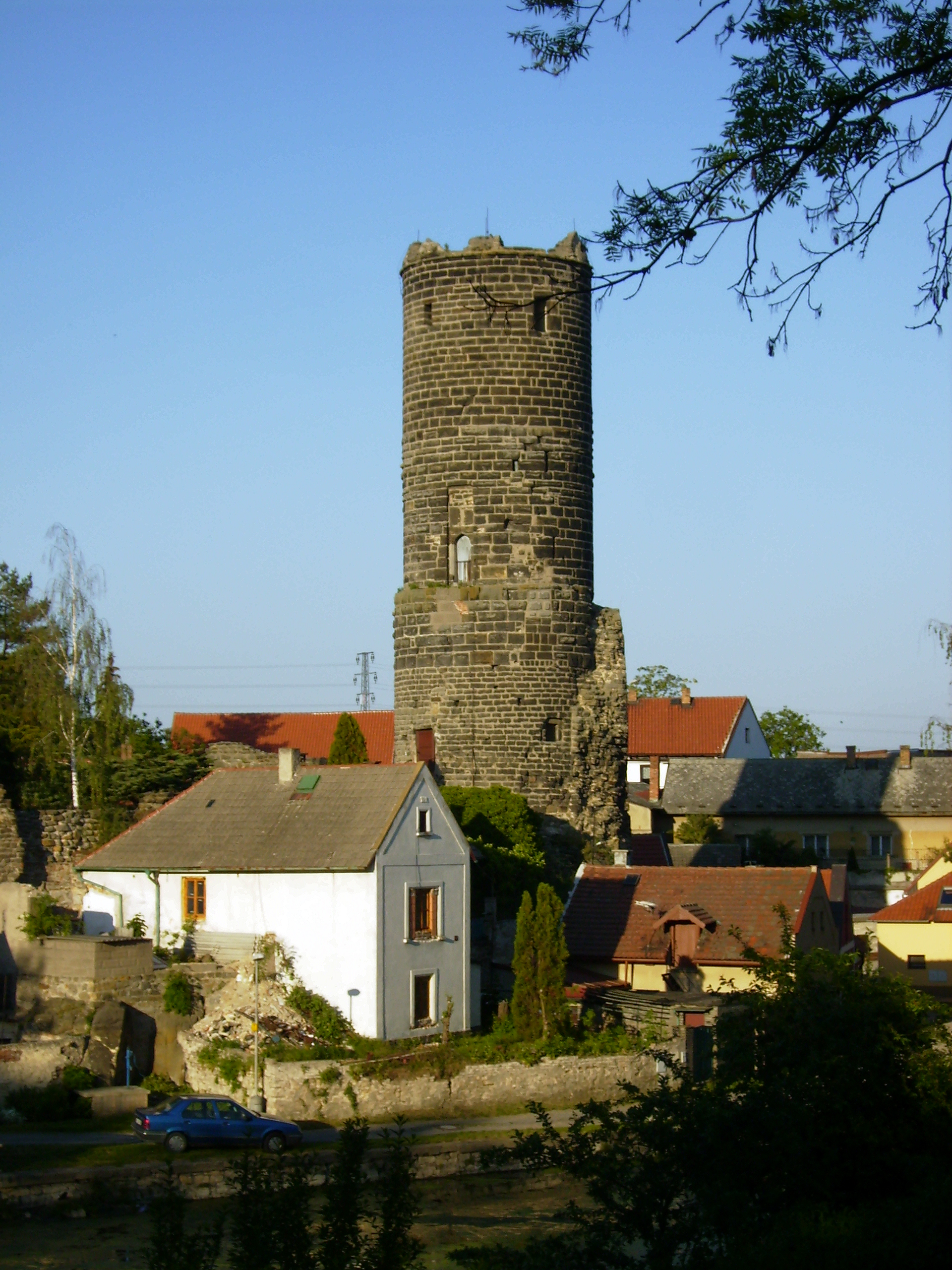
Hrad Jenštejn

- Janštejn
- Janův hrad
- Jenštejn (zřícenina)
- Jeseník (vodní tvrz)
- Jestřebí
- Jevišovice
- Jezdec
- Ježův hrad
- Jenčov
- Jivno

## K
- Kadaň
- Kalich
- Kaltenštejn
- Kámen
- Kamenický hrad
- Kamýk u Litoměřic
- Kanšperk
- Kardašova Řečice
- Karle
- Karlštejn
- Karlík
- Kasařov
- Kašovice
- Kašperk
- Kavčiny
- Klabava
- Klamorna
- Kleinštejn
- Klenov
- Klenová
- Klokočský hrádek
- Koberštejn
- Kojetín
- Kokořín
- Kolštejn
- Komošín
- Kokštejn
- Kost
- Kostelec

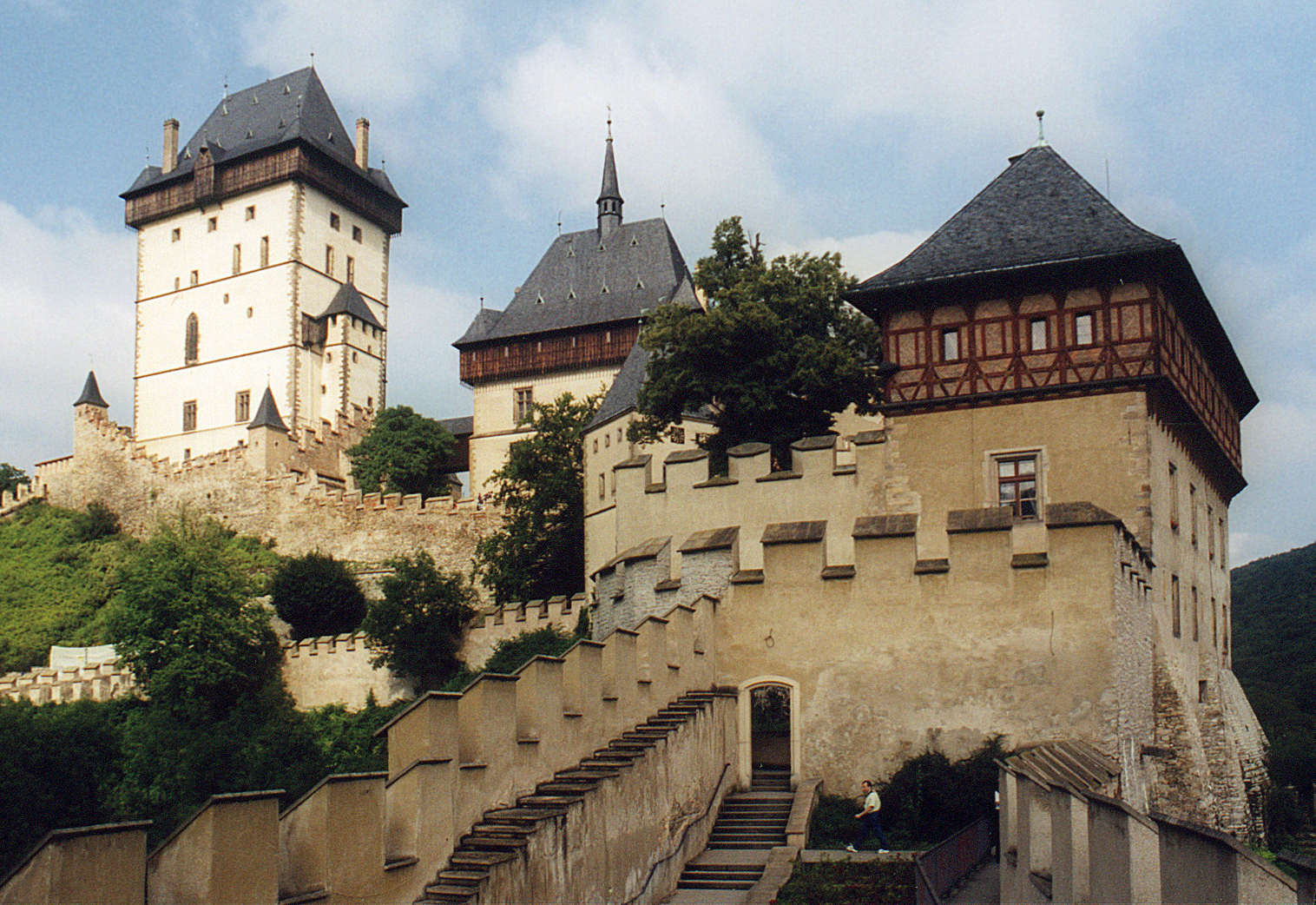
Hrad Karlštejn

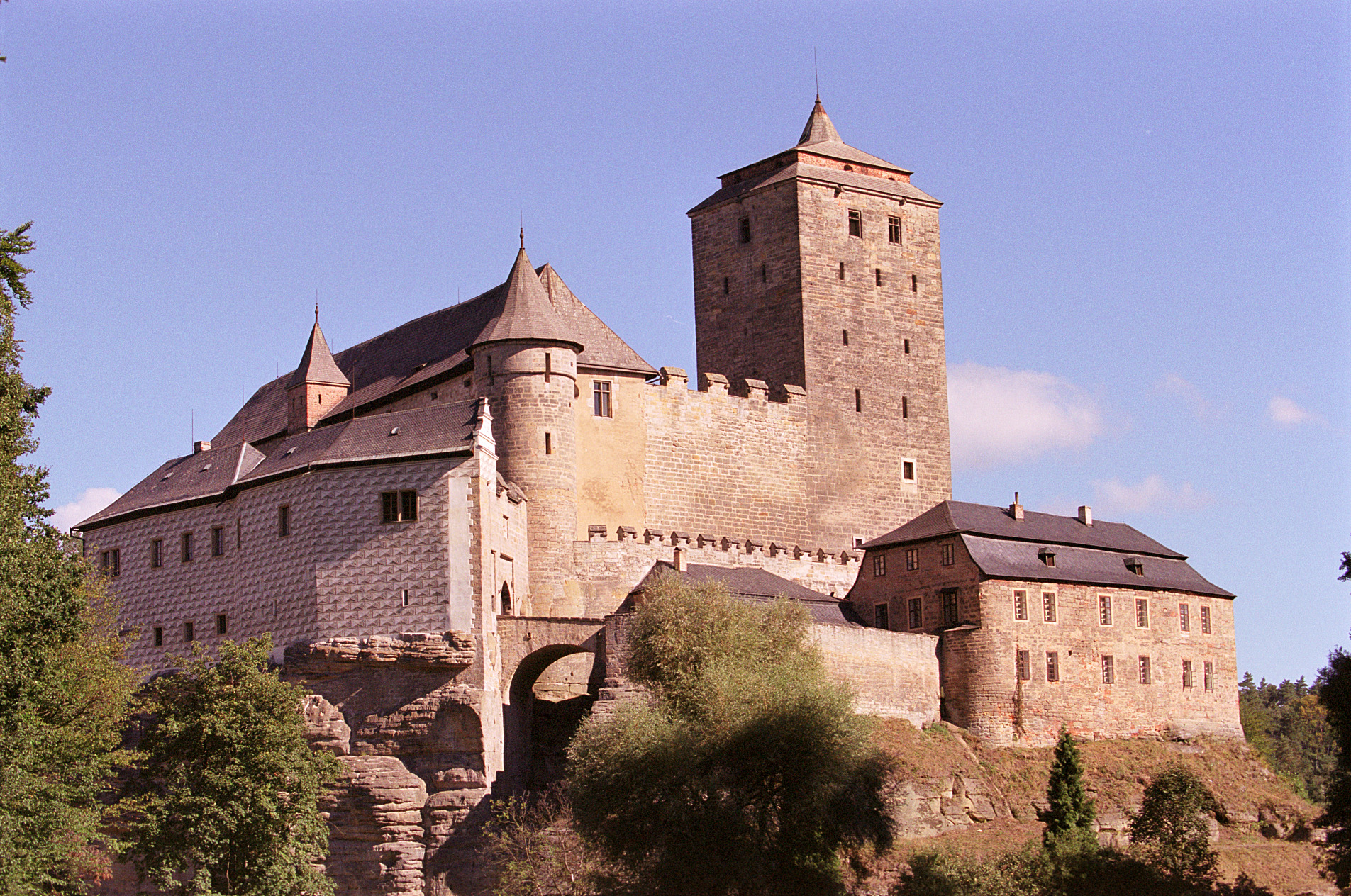
Hrad Kost

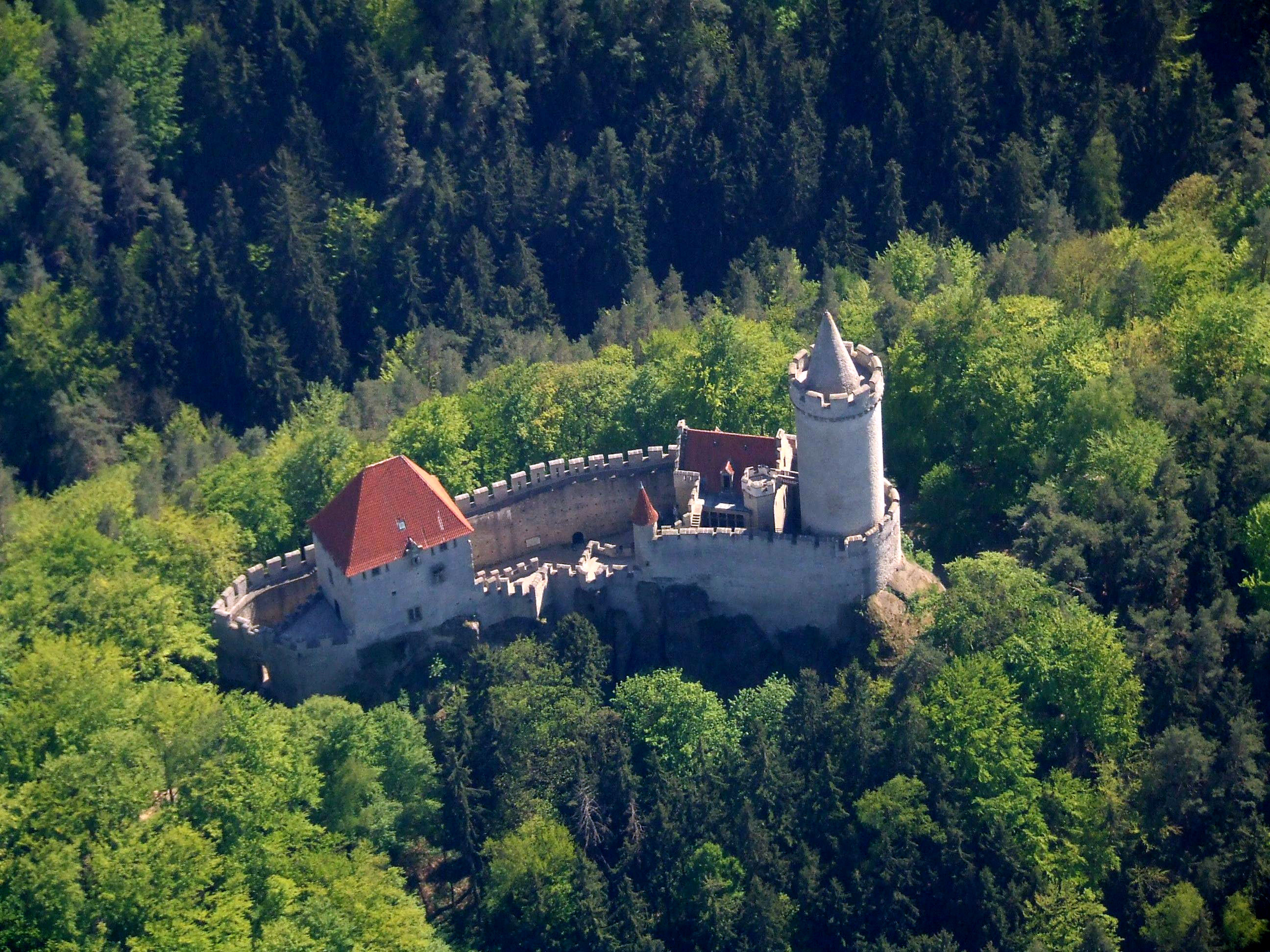
Hrad Kokořín

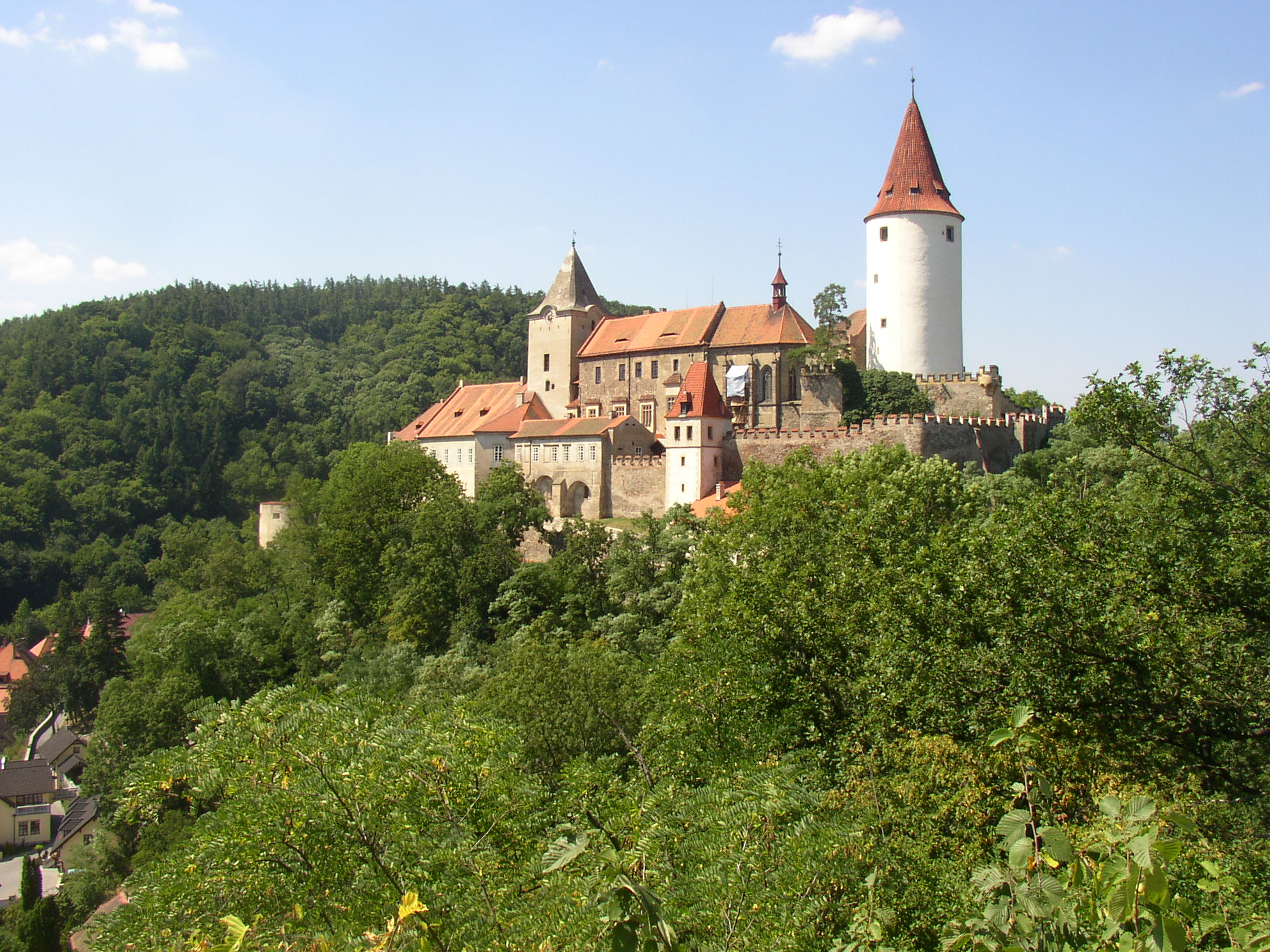
Hrad Křivoklát

- Kostomlaty pod Milešovkou (Sukoslav)
- Košíkov
- Košťálov
- Košumberk
- Kotnov
- Kotviny
- Kozí Hrádek
- Kozlov
- Kozlov (okres Žďár nad Sázavou)
- Kozlov (okres Třebíč)
- Kožlí
- Kožlí u Čížové
- Kouty
- Krakovec
- Krašov
- Krásný Buk
- Kraví Hora
- Krumvald
- Krupka
- Kryry (Kozí hrady)
- Křečov
- Křikava
- Křivoklát
- Křídlo
- Kuchlov
- Kumburk
- Kunětická Hora
- Kyjovský hrádek
- Kynžvart
- Kyšperk (hrad, okres Teplice)
- Kyšperk (hrad, okres Ústí nad Orlicí)

## L
- Lacembok (okres Domažlice)
- Lacembok (okres Havlíčkův Brod)
- Lamberk
- Landek
- Landštejn
- Lanšperk
- Lapikus
- Lečenec
- Ledeč nad Sázavou
- Lelekovice
- Leština
- Leuchtenštejn
- Levín (okres Litoměřice)
- Levín (okres Semily)
- Levnov – též Ketkovský hrad
- Liběhrad
- Libštejn
- Lichnice

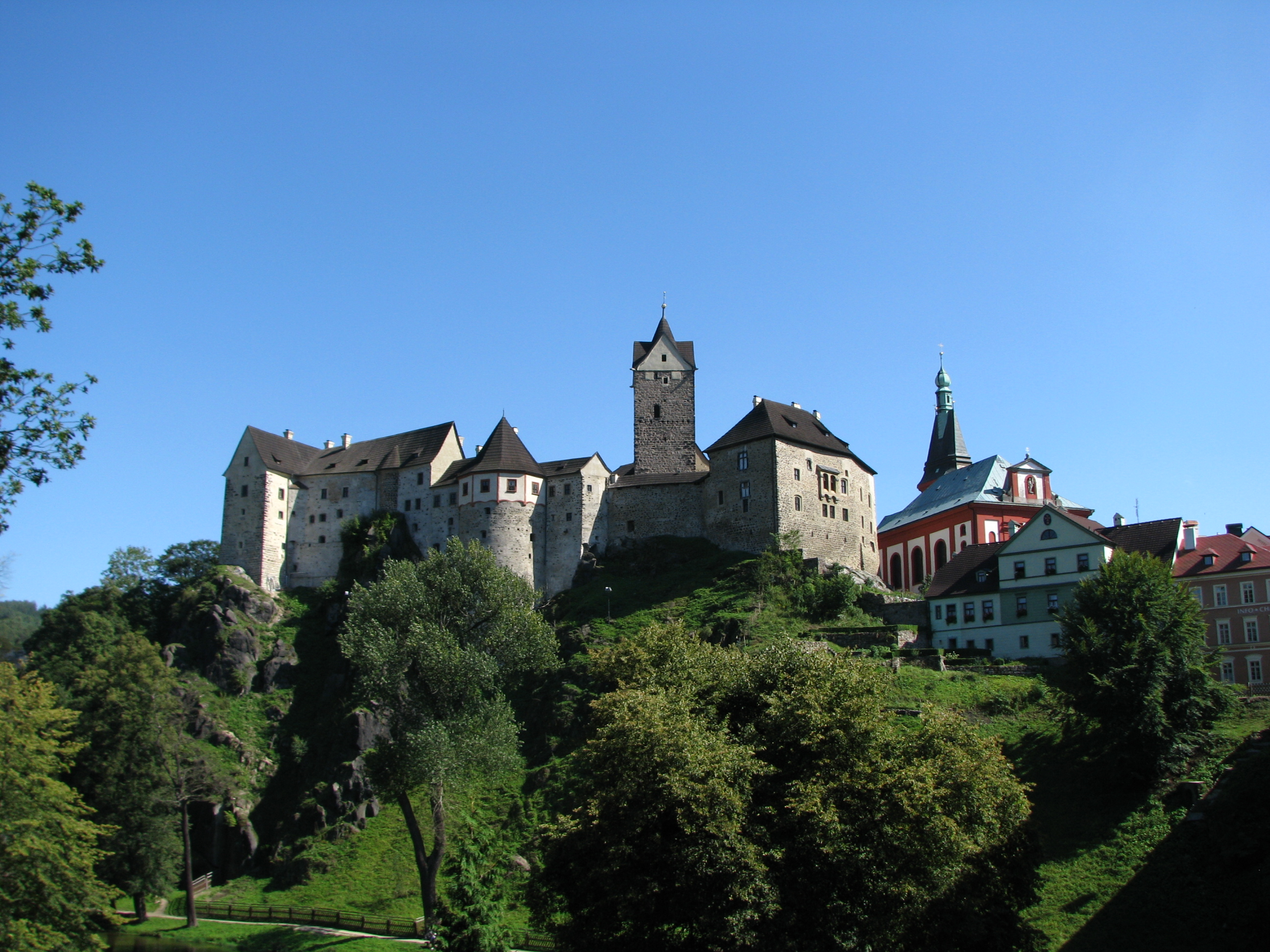
Hrad Loket

- Lipý – zřícenina vodního hradu v České Lípě
- Lísek
- Lipnice
- Líšnice
- Litice nad Orlicí
- Litice u Plzně
- Litoměřice
- Litýš
- Loket
- Lomnice nad Lužnicí
- Lopata
- Loubí
- Loučka
- Loučky – též Střemchov
- Louka
- Louzek
- Lukov
- Luleč

## M
- Malenovice
- Maškovec
- Medlice
- Melice
- Michalovice
- Mimoň
- Mírov
- Mitrov
- Mojžíř
- Mostiště
- Moravskoostravský hrad
- Mrač
- Mstěnice – tvrz se středověkou vsí
- Mstěnice (hrad)
- Mydlná (tvrz)
- Myslejovice
- Myšenec

## N
- Najštejn
- Náměšť na Hané
- Návarov
- Nedamy
- Netřeb
- Neuberg
- Nový Herštejn
- Nový hrad (Olomučany)
- Nový hrad (Hanušovice)
- Nový hrad (Horní Věstonice)
- Nový hrad (Klečkov)
- Nový hrad u Kunratic
- Nový Hrádek
- Nový Světlov
- Nový Šaumburk
- Nový Žeberk

## O

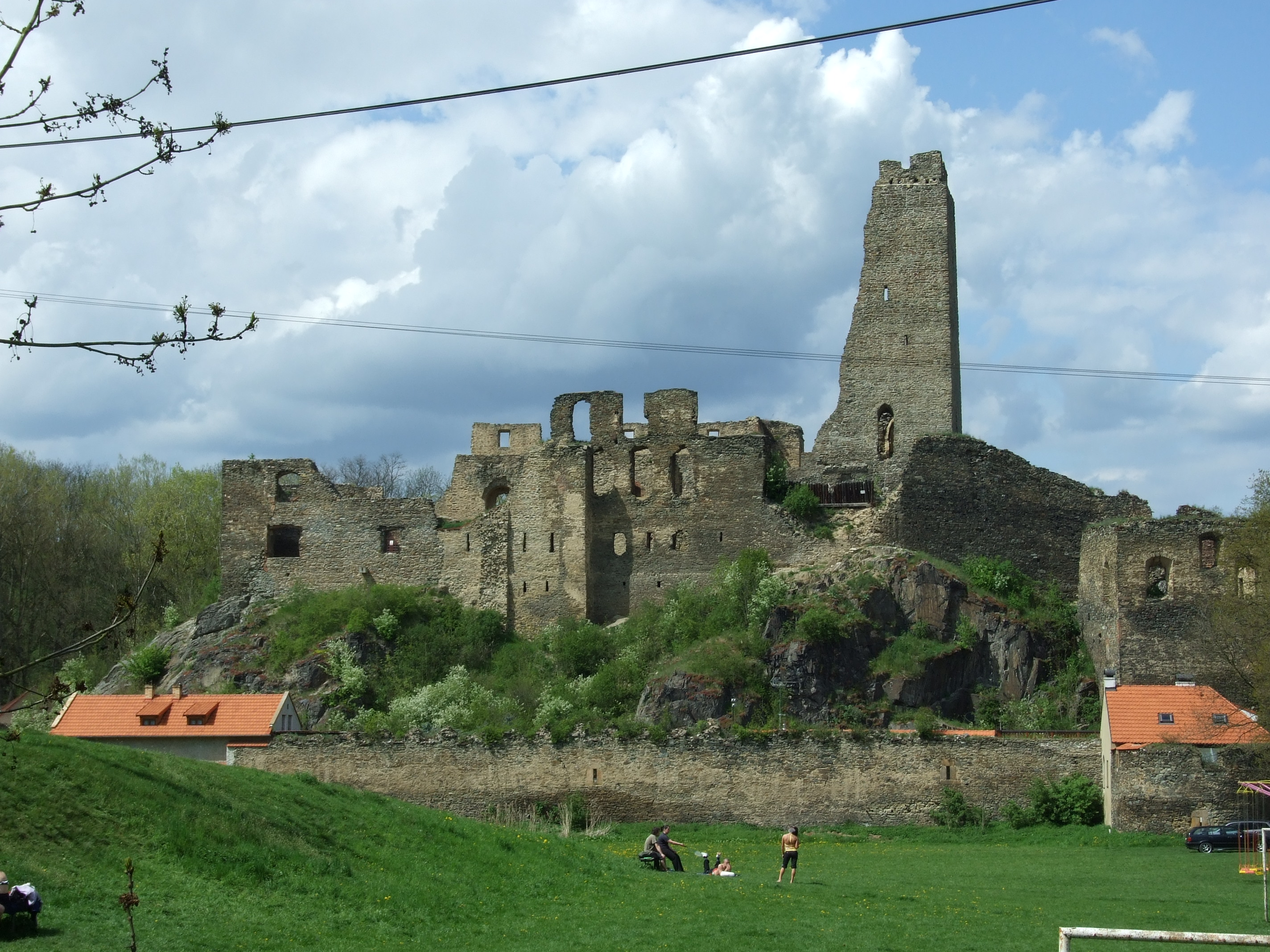
Zřícenina hradu Okoř

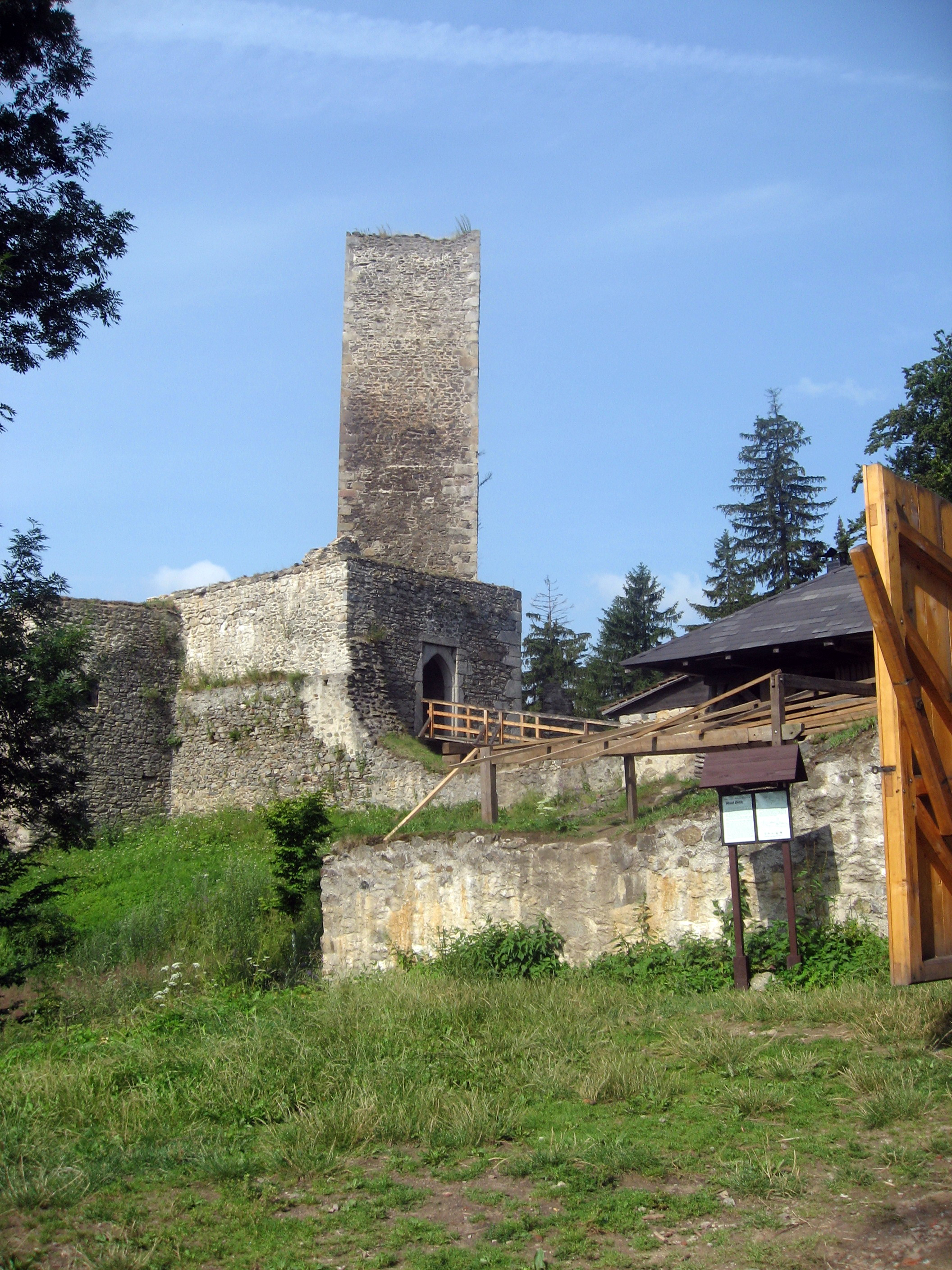
Zřícenina hradu Orlík

- Obřany (u Chvalčova)
- Obřany (Brno)
- Oheb
- Okoř
- Olomoucký hrad
- Oltářík
- Opárno
- Orlík (okres Pelhřimov)
- Orlík (okres Ústí nad Orlicí)
- Orlovice
- Osiky
- Ostrý u Benešova nad Ploučnicí
- Ostrý u Milešova
- Otaslavice

## P
- Pajrek
- Paradis
- Pařez
- Pecka
- Pechmburk
- Pernštejn
- Perštejn
- Petrohrad
- Pihel
- Pirkštejn (též Pirkenštejn)
- Plankenberk
- Pleče
- Plikenštejn
- Plumlov
- Podviní
- Pořešín
- Potštejn (okres Plzeň-jih)

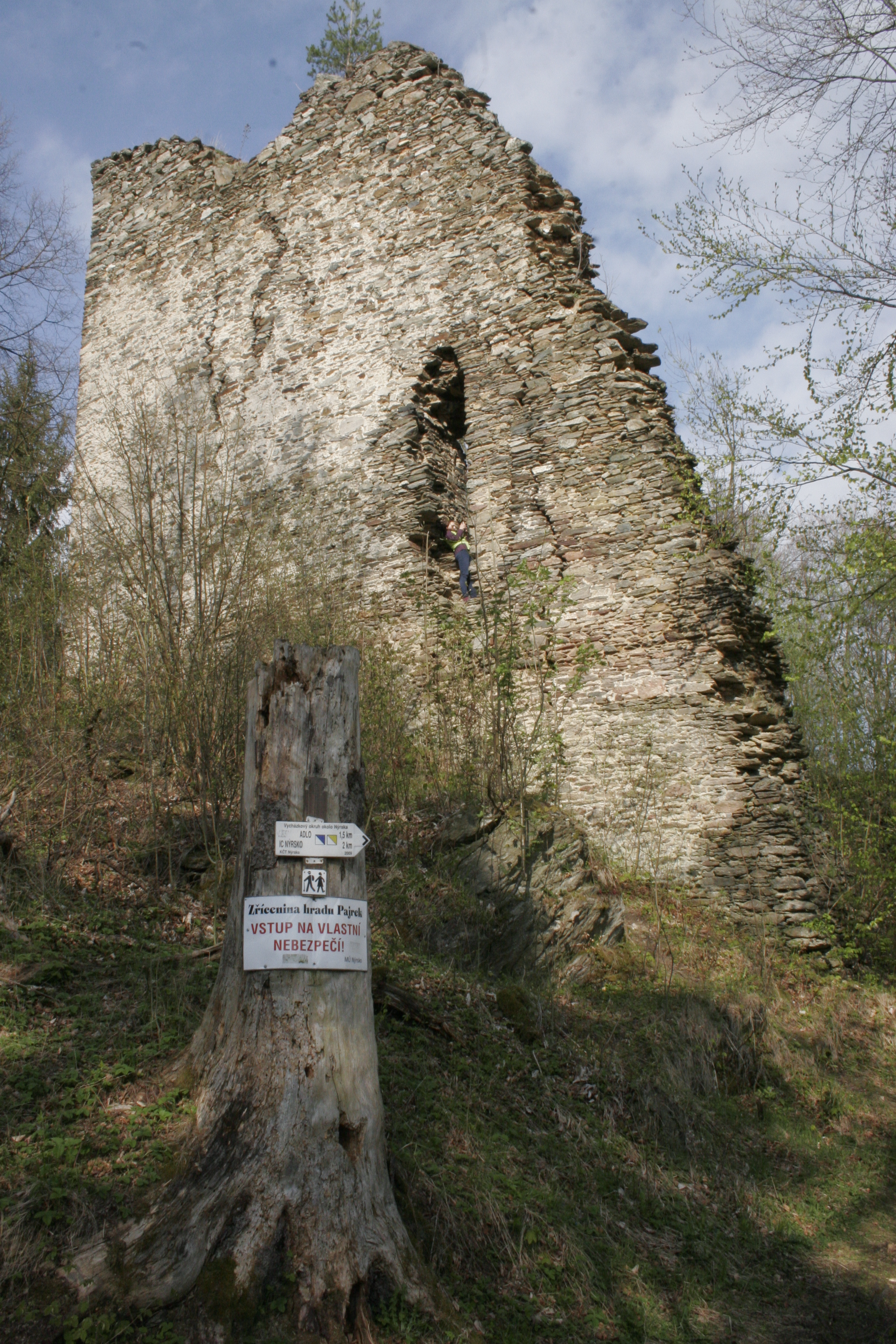
Hrad Pajrek

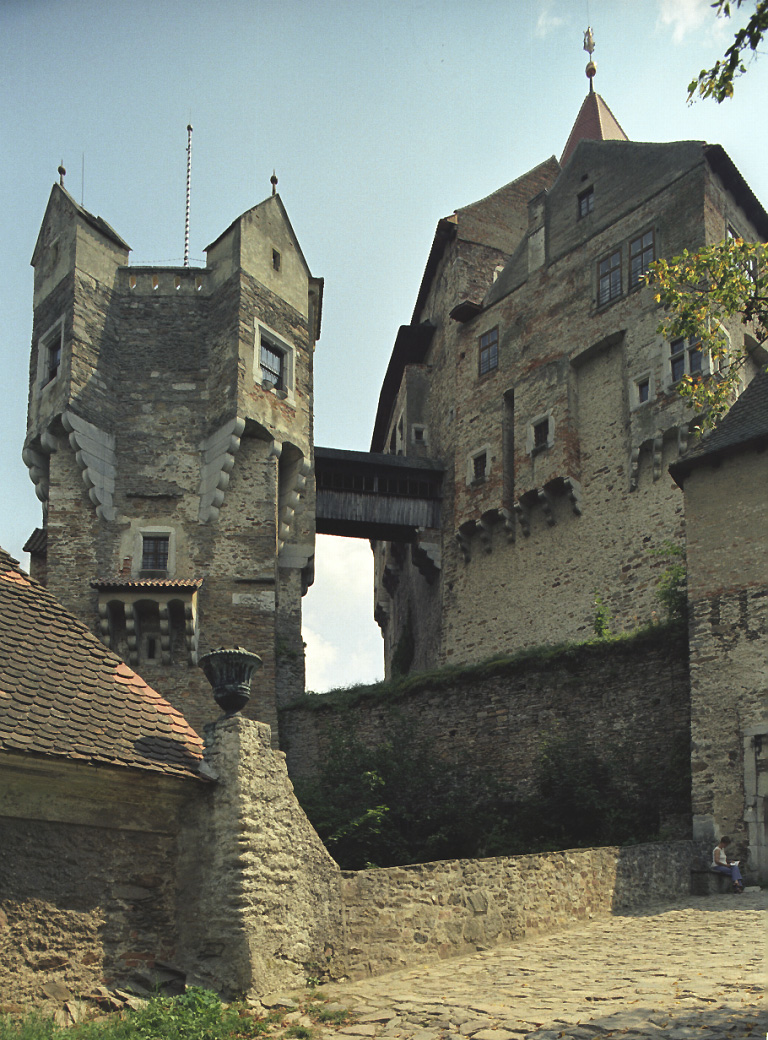
Hrad Pernštejn

- Potštejn (okres Rychnov nad Kněžnou)
- Prácheň
- Pravda
- Pravín – též Hradiště či Ždírec
- Pražský hrad
- Preitenstein
- Příběnice
- Příběničky
- Přimda
- Puchart
- Pulčín
- Pulkov
- Purkhybl
- Pustiměř – též Zelená Hora
- Pustohrad
- Pustý zámek
- Pušperk
- Pyšolec

## Q
- Quinburk

## R

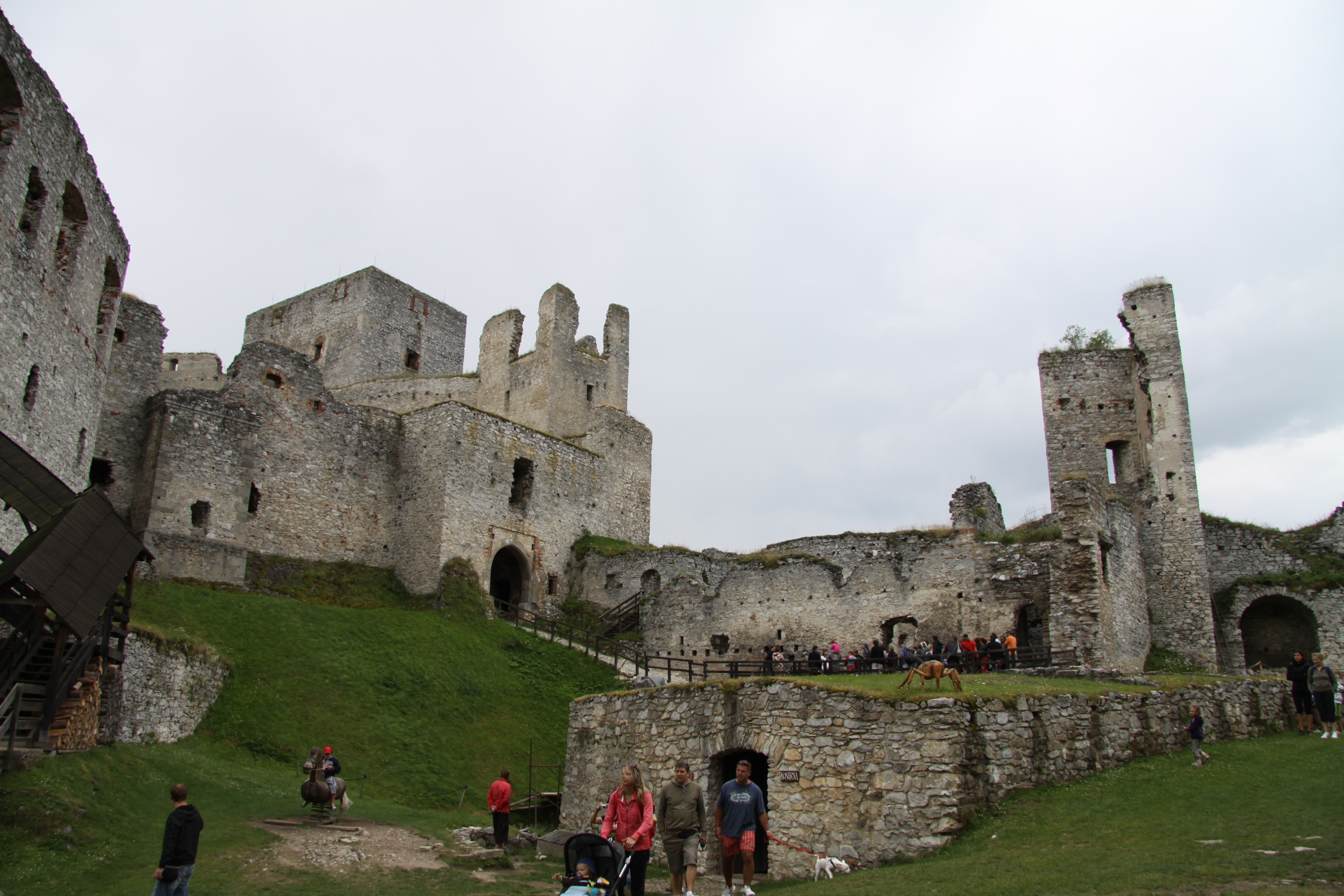
Zřícenina hradu Rabí

- Rabenštejn
- Rabí
- Rabštejn (okres Třebíč)
- Rabštejn (okres Šumperk)
- Rabštejn nad Střelou
- Rabštejnek
- Radeč
- Radkov
- Radyně
- Ralsko
- Rataje nad Sázavou (zámek)
- Rešov
- Rohy
- Roimund
- Rokštejn
- Ronov (okres Brno-venkov)
- Ronov (okres Česká Lípa)
- Ronov nad Sázavou
- Ronovec
- Roupov (hrad)
- Rousínovský hrádek
- Roštejn
- Rožmberk
- Rožná
- Rožnov
- Rumberk
- Rusov
- Rybnov
- Rychmburk
- Rychlebský hrad
- Rychlovský hrádek
- Rychmberk
- Rychvald
- Rysov
- Rýsov
- Rytířská jeskyně
- Rýzmberk
- Rýzmburk

## Ř
- Říčany

## S
- Sádek
- Saldenstein
- Seeberg
- Semtěš
- Sion
- Sirotčí hrádek
- Skalka (okres Cheb)
- Skalní hrad u Raspenavy
- Skály (u Jimramova)
- Skály (u Teplic nad Metují)
- Skuhrov
- Slezská Ostrava
- Sloup
- Smilův hrad
- Soběslav
- Sobín (také Sovín)
- Sokolčí
- Sovinec
- Stagnov
- Stará Dubá
- Starý Bernštejn
- Starý Herštejn
- Starý hrad
- Starý Jičín
- Starý Plumlov
- Starý Světlov
- Starý Žeberk
- Stohánek (dříve někdy též Strohánek)
- Strádov
- Strakonice
- Strašice
- Strašná skála
- Stražisko
- Střekov
- Střela
- Střeliště
- Stříbrná Skalice
- Střílky
- Sukoslav
- Svitávka
- Svrčov
- Svojanov
- Svojšice
- Sychrov

## Š

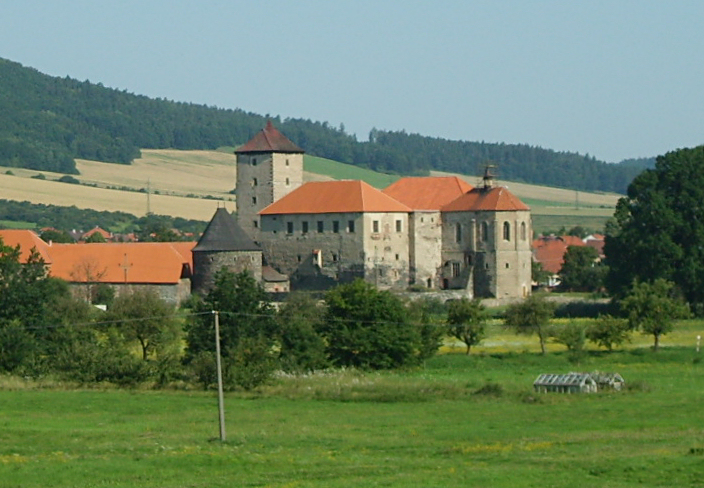
Hrad Švihov

- Šaumburk
- Šenkenberk
- Šostýn
- Špilberk
- Špránek
- Šprymberk
- Šontál
- Štamberk
- Šternberk (okres Olomouc)
- Šternek
- Štrálek
- Štramberk
- Šumbark (zámek)
- Šumburk (Šumná)
- Švihov

## T

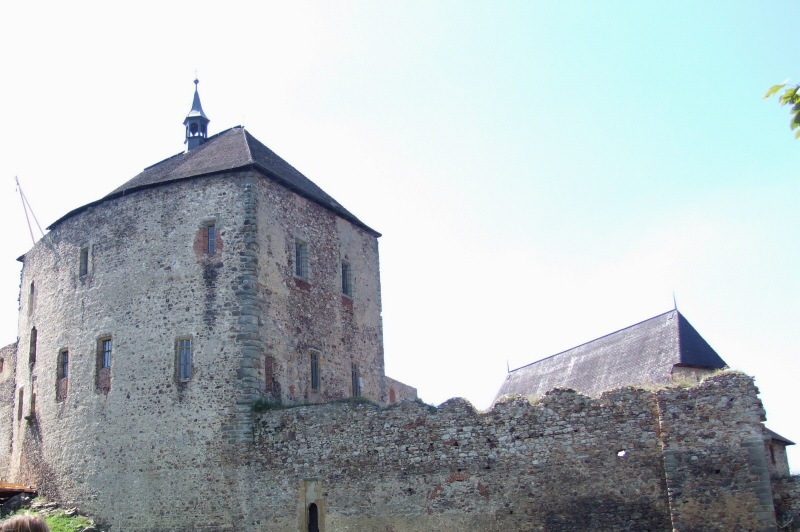
Hrad Točník

- Talmberk
- Telč
- Templštejn
- Tetín
- Tepenec
- Tolštejn
- Točník
- Trčkův hrad
- Trmačov
- Trosky
- Roupov (hrad)
- Třebovské hradisko
- Týnec
- Týnec nad Sázavou
- Týřov

## U
- Údolský hrádek
- Uhřice
- Újezdec
- Ústí nad Labem

## V

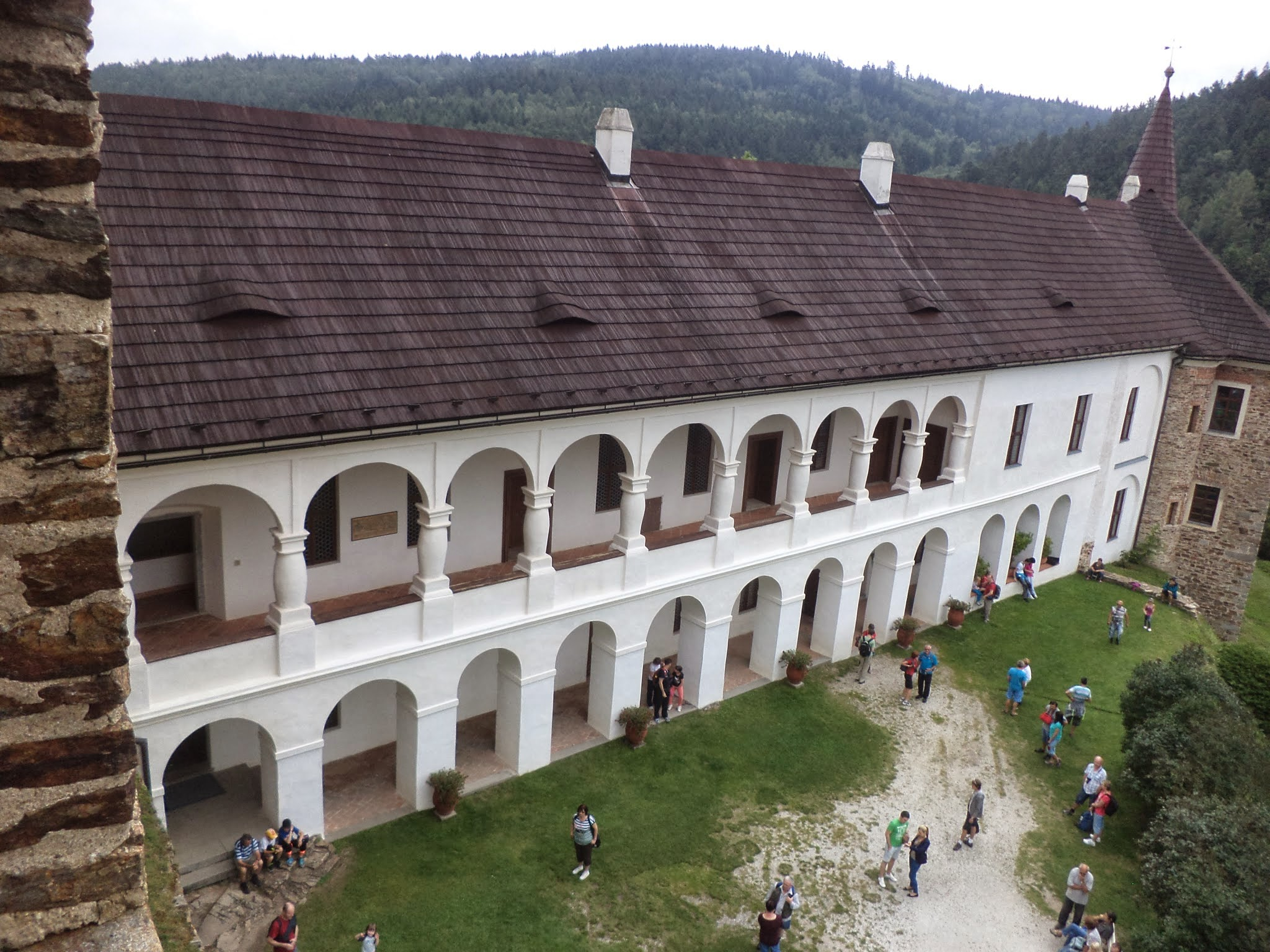
Hrad Velhartice

- Václavský hrad
- Valdek
- Valečov
- Valdštejn
- Varta
- Vartnov
- Veisenštejn
- Velenice
- Velhartice
- Velešov
- Veselice
- Veveří
- Víckov
- Vikštejn
- Vildenberk
- Vildštejn (okres Cheb)
- Vildštejn (okres Chrudim)
- Vimberk
- Vinařice
- Vítkovec
- Vítkův kámen (též Vítkův hrádek)
- Vízmburk
- Vlčí hrádek
- Vlčinec
- Vlčtejn
- Volfštejn
- Vrabinec
- Vraní Hora
- Vranov
- Vranov (Choceň), zaniklá tvrz
- Vraty
- Vrškamýk
- Vřísek
- Vydřiduch
- Vyšehrad
- Výrov (Česká Lípa)
- Výrov (okres Náchod)

## W
- Winterstein
- Wittingštein

## Z

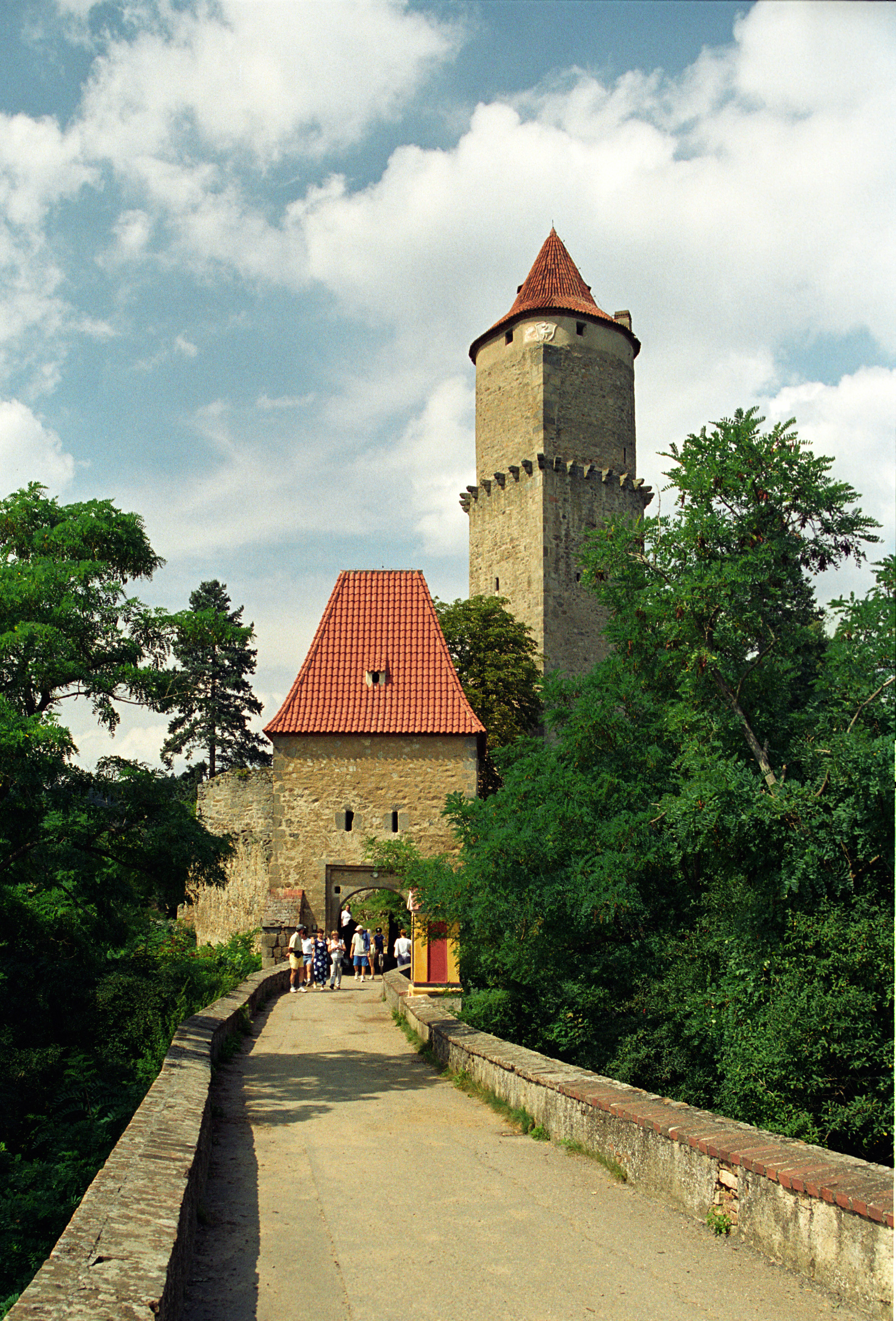
Hrad Zvíkov

- Zahrádka
- Zahrádky
- Zakšín
- Zbořený Kostelec
- Zbraslav
- Zbyny
- Zlenice
- Zlín
- Znojmo
- Zňátky
- Zubštejn
- Zuvačov
- Zvíkov
- Zvířetice

## Ž

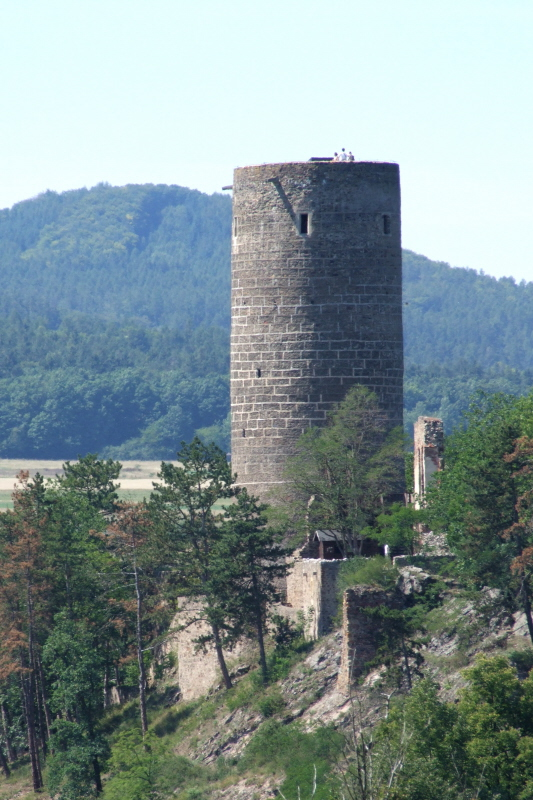
Hrad Žebrák

- Žampach
- Žďár – tvrz ( Žďár u Staré Paky)
- Žďárec
- Žebrák
- Žerotice
- Žirovnice
- Žerotín
- Žumberk